# العلاقات الإندونيسية الإيطالية
العلاقات الإندونيسية الإيطالية هي العلاقات الثنائية التي تجمع بين إندونيسيا وإيطاليا.

## مقارنة بين البلدين
هذه مقارنة عامة ومرجعية للدولتين:
| وجه المقارنة                                              | إندونيسيا         | إيطاليا                                                  |
| --------------------------------------------------------- | ----------------- | -------------------------------------------------------- |
| المساحة (كم2)                                             | 1.90 مليون        | 301.34 ألف                                               |
| عدد السكان (نسمة)                                         | 263.99 مليون      | 60.60 مليون                                              |
| الكثافة السكانية (ن./كم²)                                 | 138.94            | 201.1                                                    |
| العاصمة                                                   | جاكرتا            | روما، فلورنسا، تورينو                                    |
| اللغة الرسمية                                             | اللغة الإندونيسية | اللغة الإيطالية                                          |
| العملة                                                    | روبية إندونيسية   | يورو، ليرة إيطالية                                       |
| الناتج المحلي الإجمالي (بليون دولار)                      | 1.02 تريليون      | 1.93 تريليون                                             |
| الناتج المحلي الإجمالي (تعادل القوة الشرائية) بليون دولار | 2.85 تريليون      | 2.26 تريليون                                             |
| الناتج المحلي الإجمالي الاسمي للفرد دولار أمريكي          | 3.35 ألف          | 29.96 ألف                                                |
| الناتج المحلي الإجمالي للفرد دولار أمريكي                 | 10.52 ألف         | 35.46 ألف                                                |
| مؤشر التنمية البشرية                                      | 0.684             | 0.873                                                    |
| رمز المكالمات الدولي                                      | +62               | +39                                                      |
| رمز الإنترنت                                              | .id               | .it                                                      |
| المنطقة الزمنية                                           |                   | توقيت وسط أوروبا، ت ع م+01:00، ت ع م+02:00، أوروبا/روما ‏ |

## مدن متوأمة
في ما يلي قائمة باتفاقيات التوأمة بين مدن إندونيسية وإيطالية:
- ترتبط ميدان مع ميلانو باتفاقية توأمة.
- ترتبط باندونغ مع باري باتفاقية توأمة منذ 1960.
- ترتبط بيكانبارو مع فلورنسا باتفاقية توأمة.

## منظمات دولية مشتركة
يشترك البلدان في عضوية مجموعة من المنظمات الدولية، منها:
| علم المنظمة | اسم المنظمة                               | تاريخ انضمام إندونيسيا | تاريخ انضمام إيطاليا |
| ----------- | ----------------------------------------- | ---------------------- | -------------------- |
|             | مجموعة العشرين                            | ?                      | ?                    |
|             | منظمة التجارة العالمية                    | ?                      | 1995                 |
|             | الاتحاد البريدي العالمي                   | ?                      | ?                    |
|             | يونسكو                                    | 27 مايو 1950           | ?                    |
|             | الفريق المعني برصد الأرض                  | ?                      | ?                    |
|             | مؤسسة التمويل الدولية                     | 23 أبريل 1968          | 27 ديسمبر 1956       |
|             | المركز الدولي لتسوية المنازعات الاستشارية | 28 أكتوبر 1968         | 28 أبريل 1971        |
|             | بنك التنمية الآسيوي                       | 1966                   | 1966                 |
|             | منظمة حظر الأسلحة الكيميائية              | ?                      | ?                    |
|             | مؤسسة التنمية الدولية                     | 20 أغسطس 1968          | 24 سبتمبر 1960       |
|             | وكالة ضمان الاستثمار متعدد الأطراف        | 12 أبريل 1988          | 29 أبريل 1988        |
|             | الاتحاد الدولي للاتصالات                  | 1949                   | 1866                 |
|             | منظمة الشرطة الجنائية الدولية             | 5 أكتوبر 1954          | ?                    |
|             | الأمم المتحدة                             | 28 سبتمبر 1950         | 14 ديسمبر 1955       |
|             | البنك الدولي للإنشاء والتعمير             | 13 أبريل 1967          | 27 مارس 1947         |
|             | المنظمة الهيدروغرافية الدولية             | ?                      | ?                    |

## أعلام
هذه قائمة لبعض الشخصيات التي تربطها علاقات بالبلدين:
- إيميل أوديرو (لاعب كرة قدم إيطالي، 18 يناير 1997[22] – )
- تامي جريندي (لاعبة كرة مضرب إندونيسية، 22 يونيو 1997 – )

## وصلات خارجية
- موقع وزارة الخارجية الإندونيسية
- موقع وزارة الخارجية الإيطالية